# 印第安座γ
印第安座γ，又名CP-55 9586，HD 203760、SAO 247031、HR 8188，是印第安座的一颗恒星，视星等为6.12，位于銀經341.75，銀緯-43.94，其B1900.0坐标为赤經21h 19m 7.5s，赤緯-55° -43.94′ 33″。